# Pilot Point (Alaska)
Pilot Point es una ciudad ubicada en el borough de Lake and Peninsula en el estado estadounidense de Alaska. En el Censo de 2010 tenía una población de 68 habitantes y una densidad poblacional de 0,19 personas por km².

## Geografía
Pilot Point se encuentra en las coordenadas 57°32′37″N 157°43′9″O / 57.54361, -157.71917. Según la Oficina del Censo de los Estados Unidos, Pilot Point tiene una superficie total de 363.86 km², de la cual 67.7 km² corresponden a tierra firme y (81.39%) 296.16 km² es agua.

## Demografía
Según el censo de 2010, había 68 personas residiendo en Pilot Point. La densidad de población era de 0,19 hab./km². De los 68 habitantes, Pilot Point estaba compuesto por el 16.18% blancos, el 0% eran afroamericanos, el 66.18% eran amerindios, el 0% eran asiáticos, el 0% eran isleños del Pacífico, el 0% eran de otras razas y el 17.65% pertenecían a dos o más razas. Del total de la población el 0% eran hispanos o latinos de cualquier raza.